# Boreham Wood Football Club
 (octobre 2019).
Si vous disposez d'ouvrages ou d'articles de référence ou si vous connaissez des sites web de qualité traitant du thème abordé ici, merci de compléter l'article en donnant les références utiles à sa vérifiabilité et en les liant à la section « Notes et références ».
Maillots
Actualités
Boreham Wood Football Club est un club de football anglais fondé en 1947, basé dans le Hertfordshire. Il évolue à domicile à Meadow Park, stade qui accueille aussi l'équipe féminine d'Arsenal. Son rival est St Albans City Football Club.
Le club évolue en National League (cinquième division) depuis la saison 2025-2026.

## Histoire
- 1947 : Fondation du club[1],[2],[3].
- 2000 : Le club accède en Isthmian League Premier Division (D7)
- 2006 : Le club est promu en National League South (D6)
- 2015 : Le club accède à la National League (cinquième division anglaise).
- 2022 : Le club réussit l'exploit d'atteindre le cinquième tour de la FA Cup après avoir éliminé aux tours précédents Wimbledon et Bournemouth.
- 2024 : Le club est rélegué de la National League (cinquième division anglaise).
- 2025 : Le club est promu à la National League (cinquième division anglaise).

## Palmarès
- Isthmian League
  - Division One : Champion en 1977, 1995 et 2001
  - League Cup : Vainqueur en 1997

- Southern League
  - Division One East : Champion en 2006

- Athenian League
  - Division One : Champion en 1974
  - Division Two : Champion en 1969

- Parthenon League
  - Champion en 1956

- Herts Senior Cup
  - Vainqueur en 1972, 1999, 2002, 2008, 2014, 2018, 2019

- Herts Charity Cup
  - Vainqueur en 1981, 1984, 1986, 1989, 1990

- London Challenge Cup
  - Vainqueur en 1998